# Mabool
Mabool: The Story of the Three Sons of Seven je třetí album od izraelské kapely Orphaned Land.

## Seznam skladeb
1. „Birth of the Three (The Unification)“ – 6:57
2. „Ocean Land (The Revelation)“ – 4:43
3. „The Kiss of Babylon (The Sins)“ – 7:23
4. „A'salk“ – 2:05
5. „Halo Dies (The Wrath of God)“ – 7:29
6. „A Call to Awake (The Quest)“ – 6:10
7. „Building the Ark“ – 5:02
8. „Norra el Norra (Entering the Ark)“ – 4:24
9. „The Calm Before the Flood“ – 4:25
10. „Mabool (The Flood)“ – 6:59
11. „The Storm Still Rages Inside“ – 9:20
12. „Rainbow (The Resurrection)“ – 3:01